# О возвращении забыть
«О возвраще́нии забы́ть» — советский военно-исторический драматический художественный фильм режиссёра Василе Брескану, снятый по сценарию Александра Молдавского на киностудии «Молдова-фильм» в 1985 году. Посвящён 40-летию Победы Красной Армии и советского народа над нацистской Германией в Великой Отечественной войне (1941—1945).
Основан на реальных исторических событиях, произошедших 30 января 1945 года в балтийском порту Готенхафен в районе города Данцига, когда дизель-электрическая торпедная подводная лодка «С-13» Краснознамённого Балтийского флота (КБФ) ВМФ СССР под командованием капитана 3-го ранга Александра Ивановича Маринеско четырьмя торпедами атаковала и потопила лайнер «Вильгельм Густлофф» военно-морского флота нацистской Германии.

## Сюжет
Порт Данциг, конец 1944 года. Идёт Вторая мировая война.
Антон Васильевич Исаев, командир советской подводной лодки «С-31», получившей в ходе боёв серьёзные повреждения и требующей срочного ремонта, получает задание обнаружить и атаковать крупный войсковой транспорт противника «Тироль». Немецкое судно следует из Данцига в Киль с находящимися на борту отборными частями СС и семьюдесятью морскими экипажами.
После тяжёлого преследования командир принимает единственно правильное решение: под покровом ночной темноты лодка всплывает и в надводном положении со стороны берега подходит к цели с ходовыми огнями на расстояние выстрела и четырьмя торпедами успешно атакует «Тироль» на глазах растерявшегося командира немецкого эсминца охраны…

## В ролях
- Александр Филиппенко — Антон Васильевич Исаев, командир советской подводной лодки «С-31» (прототип — капитан 3-го ранга Александр Иванович Маринеско; роль озвучил Сергей Шакуров)
- Андрей Гриневич — штурман ПЛ «С-31»
- Геннадий Чулков — Пантелеевич, боцман ПЛ «С-31», парторг
- Вячеслав Мадан — Фурникэ
- Александр Пашутин — Сергей Машура, член экипажа ПЛ «С-31»
- Александр Тонкошкур — механик, член экипажа ПЛ «С-31»
- Сергей Балабанов — Зубков, матрос, член экипажа ПЛ «С-31»
- Александр Сирин — акустик, член экипажа ПЛ «С-31»
- Игорь Комаров — адмирал, командующий флотом
- Виктор Терехов — начальник штаба
- Геннадий Сайфулин — Малышев, замполит, член экипажа ПЛ «С-31»
- Владас Багдонас — Прамм
- Маргус Туулинг — Аренс
- Улдис Лиелдидж — Дёниц
- Владимир Поболь — Гитлер
- Рамунас Абукявичус — Пауль
- Ауримас Бабкаускас — Штальбах

В эпизодах
- Альберт Арнтгольц
- Геннадий Василевский
- Д. Гармус
- Николае Дарие (в титрах Н. Дарий)
- Г. Зуев
- Валентинас Климас
- М. Карачун
- Евгений Лысов
- Римас Моркунас — Руст
- Кястутис Мацияускас
- Юрий Малиновский
- Виктор Подтягин
- С. Сучков
- Арунас Смайлис
- Юрий Свирин
- Л. Степанов
- Е. Тарасенко
- Анатолий Умрихин — офицер штаба
- Юрий Чернов — матрос, член экипажа ПЛ «С-31»
- Илья Черных
- Алёша Спичак

## Основа сценария
Сценарий фильма частично основан на истории дизель-электрической торпедной подводной лодки «С-13» Краснознамённого Балтийского флота (КБФ) ВМФ СССР, которая под командованием капитана 3-го ранга Александра Ивановича Маринеско 30 января 1945 года в балтийском порту Готенхафен в районе города Данцига атаковала и отправила на дно лайнер «Вильгельм Густлофф» военно-морского флота Германии.
Также в основу сюжета легли реальные случаи из военной жизни советских моряков-подводников. Например случай с ремонтом рулей глубины реально произошёл на подводной лодке «Л-4»: 

«…В боевом походе, проходившем с 15 апреля по 15 мая 1944 года, экипажу „Л-4“ была поставлена задача осуществлять блокаду Крыма при наступлении советских войск. Когда на подлодке вышли из строя кормовые горизонтальные рули, боцман-сигнальщик подводной лодки „Л-4“ 1-го дивизиона бригады подводных лодок Черноморского флота мичман И. С. Перов (впоследствии Герой Советского Союза) организовал их ремонт, рискуя остаться в воде при срочном погружении подводной лодки. Перов вместе с одним из членов экипажа в рекордно короткий срок устранил возникшую неисправность, обеспечив тем самым выполнение боевого задания. „Л-4“ продолжила боевой поход, в ходе которого она 11 мая 1944 года атаковала вражеский танкер „Фредерик“, нанеся ему серьёзные повреждения, не позволившие этому судну до окончания боевых действий выйти в море.»

## Съёмочная группа
- Автор сценария: Александр Молдавский
- Режиссёр-постановщик: Василе Брескану
- Оператор-постановщик: Иван Поздняков
- Художник-постановщик: Владлен Иванов
- Композитор: Валерий Логинов
- Звукооператор: Александр Оларь
- Директор: Павел Дувидзон